# Horisme subradiata
Horisme subradiata är en fjärilsart som beskrevs av W. Warren 1907. Horisme subradiata ingår i släktet Horisme och familjen mätare. Inga underarter finns listade i Catalogue of Life.